# Elton John

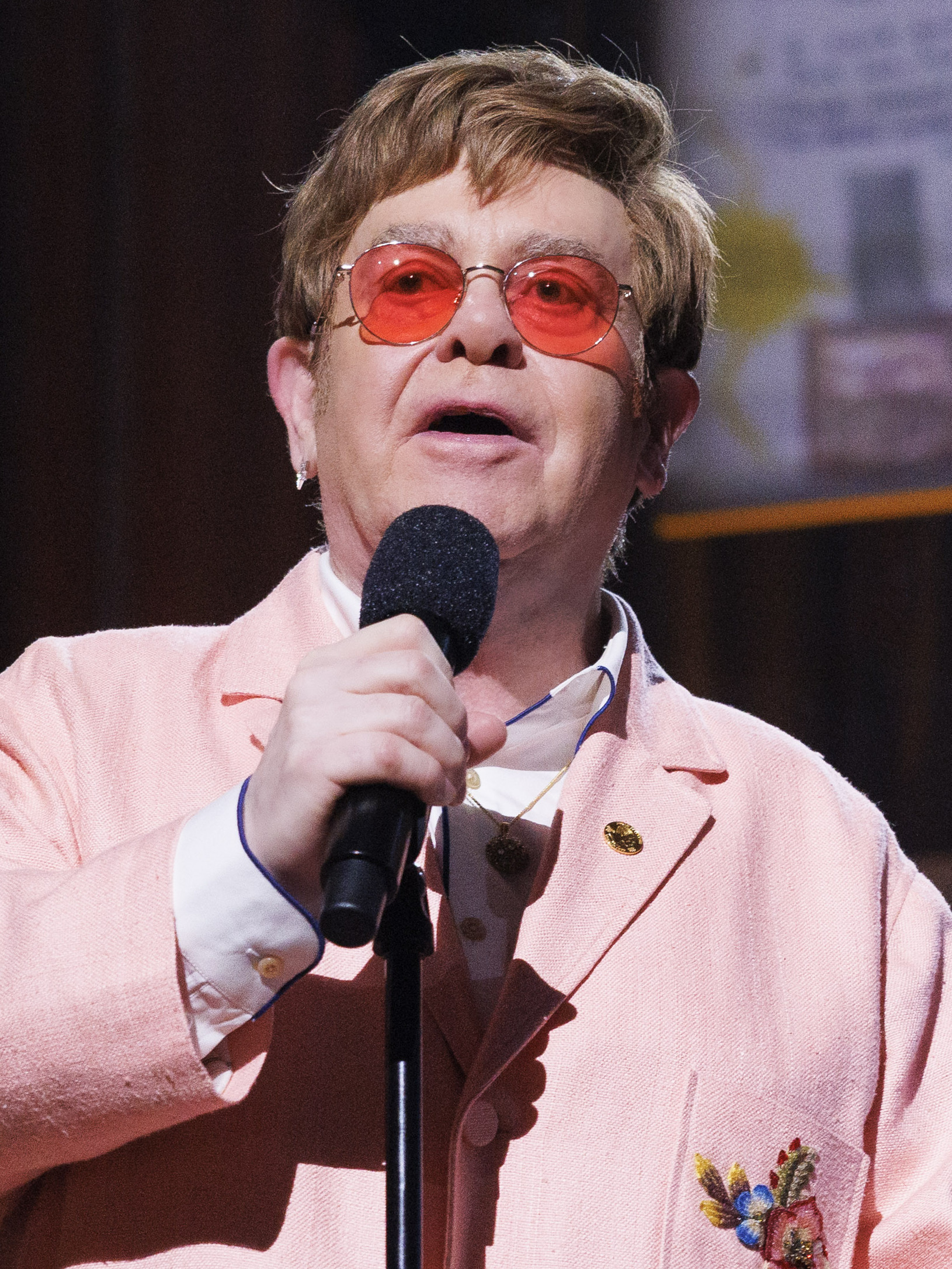
Elton John (2024)

Sir Elton Hercules John, CH, CBE (* 25. März 1947 als Reginald Kenneth Dwight  in Pinner, Harrow Urban District, London) ist ein britischer Sänger, Komponist und Pianist. Mit 300 Millionen verkauften Tonträgern zählt er zu den fünf Interpreten mit den meisten verkauften Tonträgern weltweit.
Elton John ist zudem einer der wenigen Künstler, die alle wichtigen Darstellerpreise in der amerikanischen Unterhaltungsindustrie erhalten haben – mehrere Grammys (den ersten 1987 für das Lied That’s What Friends Are For), zwei Oscars (den ersten 1995 für das Lied Can You Feel the Love Tonight), einen Tony Award (2000 für das Musical Aida) und einen Emmy (2024 für das Konzertspecial Elton John: Farewell from Dodger Stadium).
Sein Repertoire reicht von Balladen über Rock- und Rock-’n’-Roll-Titel bis hin zu gospelartigen Blues- und Boogie-Nummern. Er feierte seine ersten Erfolge in den 1960er Jahren; sein Durchbruch gelang ihm 1970 mit dem Album Elton John, dessen Lied Your Song zum Welthit wurde. Zu seinen frühen Markenzeichen gehören extravagante Bühnenoutfits und Brillen.

## Leben

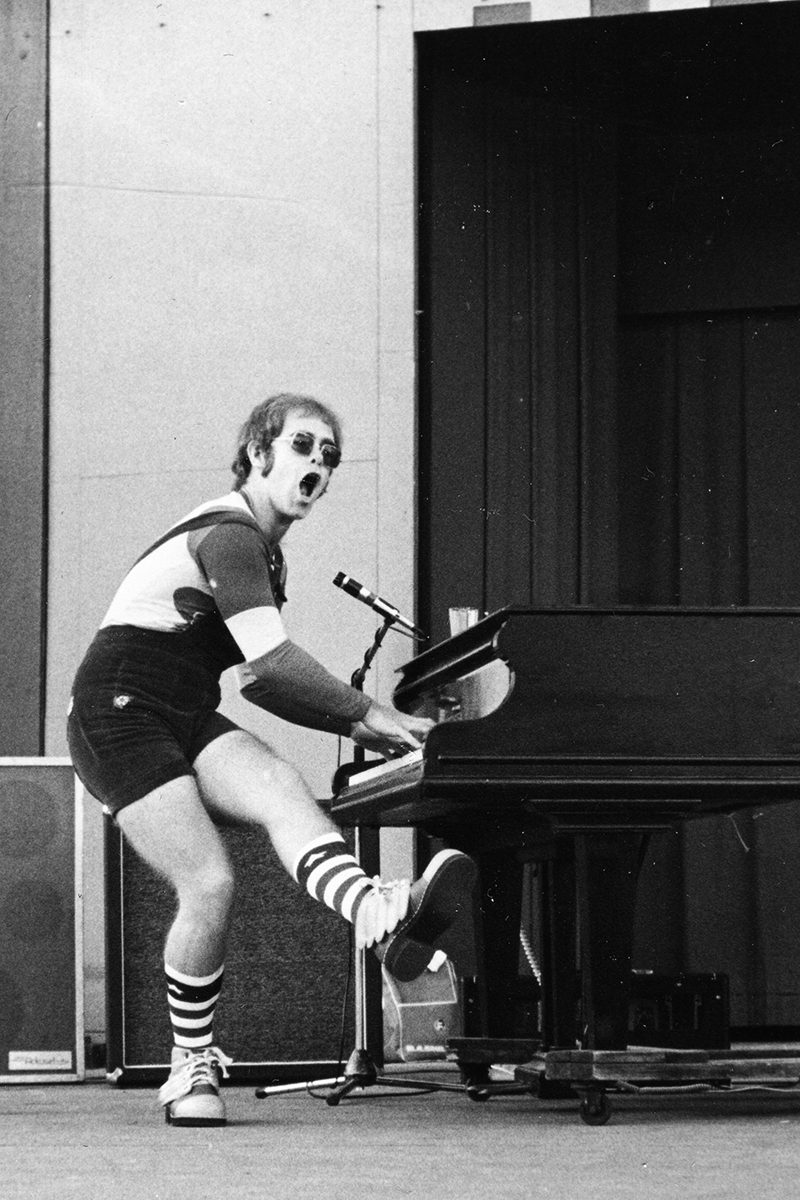
Elton John (1971)

### Kindheit und Anfänge

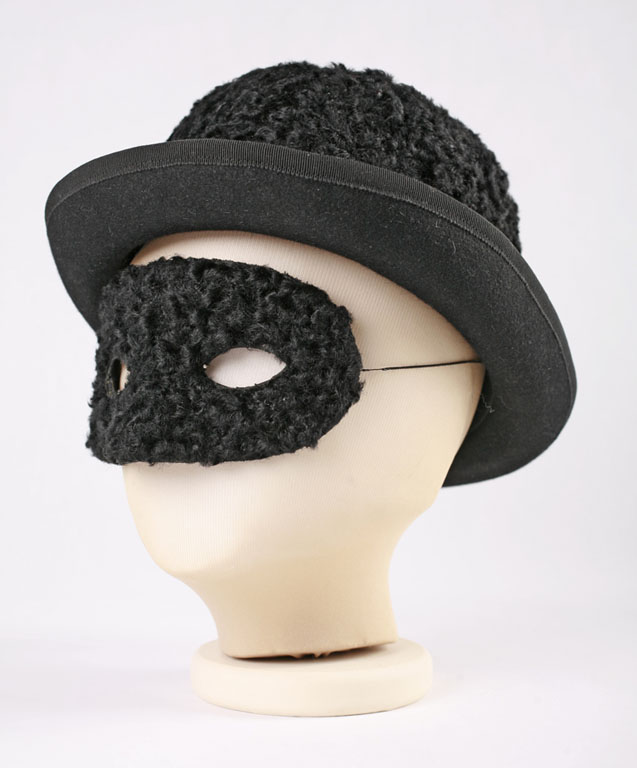
Hut und Maske von Elton John aus den 1970er Jahren, in der ständigen Sammlung des Kindermuseums in Indianapolis

Elton John wurde 1947 im Londoner Stadtteil Pinner geboren. Sein Vater, Soldat der Royal Air Force Stanley Dwight (1925–1991), hatte kein Interesse an seinem Sohn, seine Mutter Sheila (1925–2017) kaum Zeit für ihn. Er wurde vor allem von seiner Großmutter Ivy erzogen, die ihn zum Klavierspielen motivierte. Das schlechte Verhältnis zu seinem Vater verarbeitete er 1995 in dem autobiographischen Song Made in England („I had a quit-me father, had a love-me mother“).
Als Jugendlicher hörte er gerne die Musik von Pianisten wie Winifred Atwell, George Shearing, Fats Domino, Jerry Lee Lewis und Floyd Cramer. Außerdem bewunderte er den schillernden Legendenstatus der Schauspielerin Mae West, deren Ruhm er für sich nachahmen wollte. Nach einigen Jahren Klavierunterricht gewann er mit elf Jahren ein Nachwuchsstipendium an der Londoner Royal Academy of Music, wo er von 1958 bis 1964 Unterricht in klassischer Musik erhielt. Durch einen Nebenjob als Klavierspieler im Pub The Northwood Hills, wo er jeden Sonntagnachmittag auftreten durfte, lernte John, der sich ein Repertoire an populären Liedern erarbeitet hatte, wie man ein Publikum unterhält.
1965 gründete er mit Studienkollegen die Band Bluesology. Die Gruppe begleitete US-Soul-Künstler und wurde später die Begleitband von Long John Baldry. Dieser inspirierte ihn zu seinem Künstlernamen, indem er die Vornamen des Saxophonisten Elton Dean und des Sängers John Baldry zum Namen Elton John kombinierte. Der Name wurde auch amtlich (Deed poll) geändert. 1969 konnte er einen Song auf einem Album der Three Dog Night unterbringen, während er an seinem ersten Soloalbum arbeitete.
Mit dem Songtexter Bernie Taupin, den er 1967 bei einer Ausschreibung für den Posten eines Komponisten bei einem neugegründeten Plattenlabel namens Liberty Records kennengelernt hatte, schrieb Elton John ab 1969 fast alle seine Lieder. Der Toningenieur Caleb Quaye machte in den Londoner DJM-Tonstudios zwischen Juni und Dezember 1967 über 30 Probeaufnahmen, von denen sein Chef, der Musikverleger Dick James, zunächst nichts wusste. Als er davon erfuhr, gab er dem talentierten John am 7. November 1967 zusammen mit Taupin einen Verlagsvertrag bei seinem Musikverlag DJM Music.
Die Gründung von DJM Records folgte am 28. Februar 1969, auf dem fortan die Elton-John-Platten bis September 1976 im Vertrieb von Pye Records erschienen. 1969 erschien auch sein erstes Album Empty Sky. Das Album erhielt positive Kritik, verkaufte sich jedoch schlecht. Dick James musste sich entscheiden, ob er noch einmal in John investieren sollte. Schließlich entschloss er sich, ihm noch eine Chance zu geben. Er engagierte für das neue Album Gus Dudgeon, einen der damals angesehensten Produzenten.

### Durchbruch und die 1970er Jahre

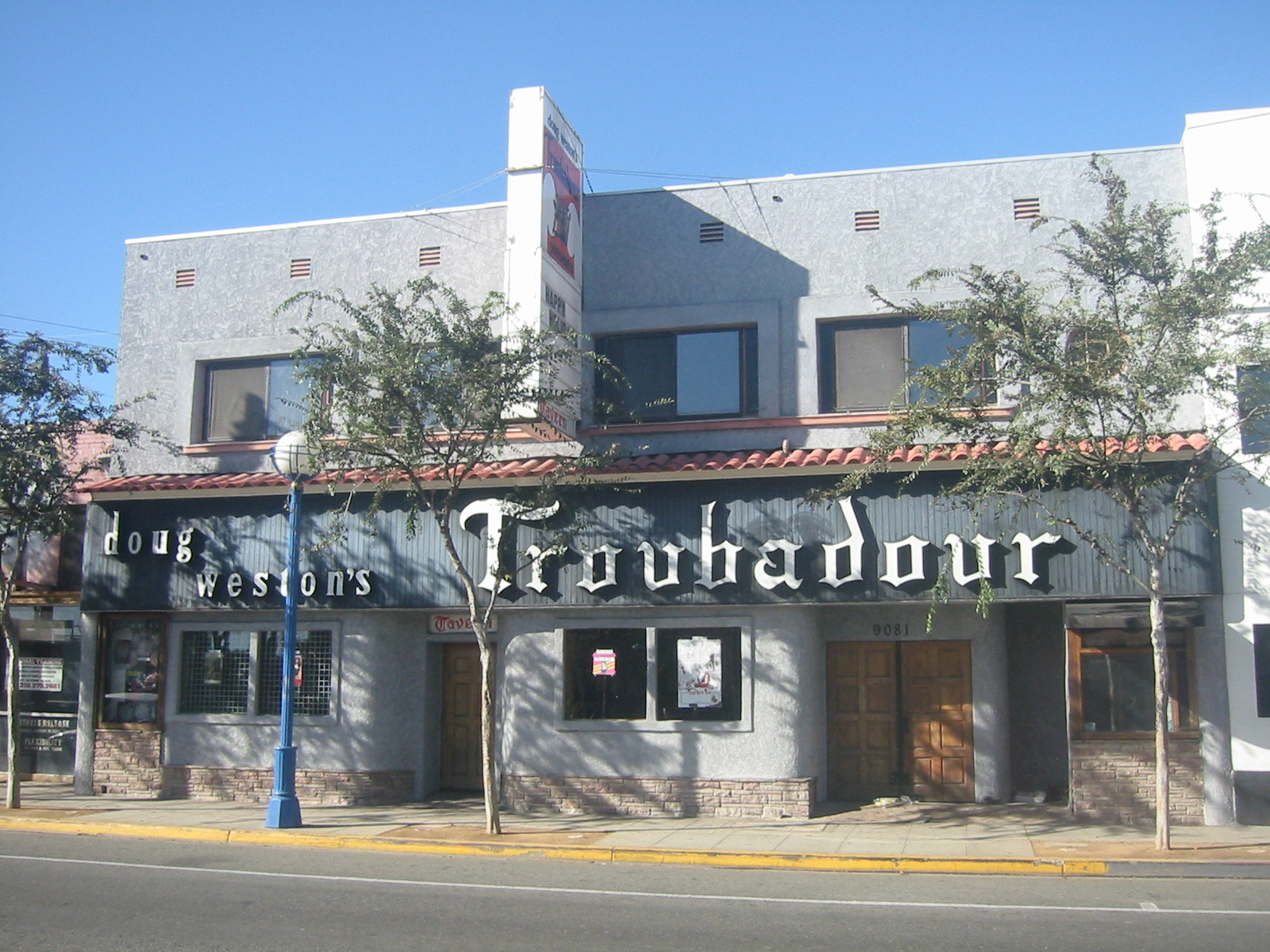
The Troubadour, 2006

Das zweite Album Elton John, mit Streichorchester eingespielt, wurde ein großer Erfolg. Die erste Single Border Song erreichte 1970 Platz 92 in den USA, doch bereits mit der zweiten Auskoppelung Your Song landete er seinen ersten Top-Ten-Hit in England und den USA.
Am 25. August 1970 trat John zum ersten Mal in den Vereinigten Staaten auf – im legendären Club The Troubadour in Los Angeles, wo er in den folgenden Tagen insgesamt sechs Shows absolvierte. Wenngleich seine Auftritte zu Beginn eher schwach besucht waren, befanden sich unter den Gästen mehrere Reporter, die zahlreiche positive Kritiken über ihn veröffentlichten. 1971 wurde John Reid sein Liebhaber und Musikmanager. Ihre Liebesbeziehung endete nach fünf Jahren, aber Reid blieb bis 1998 Johns Manager.
1973 gründete John das Label Rocket Records. Mit Hits wie Rocket Man, Crocodile Rock, Daniel, Saturday Night’s Alright (For Fighting), Goodbye Yellow Brick Road, Bennie and the Jets, dem Marilyn Monroe gewidmeten Stück Candle in the Wind sowie Don’t Let the Sun Go Down on Me wurde er zu einem der erfolgreichsten Popstars der 1970er Jahre.
Während dieser Zeit setzte sich seine Band aus dem Gitarristen Davey Johnstone, dem Bassisten Dee Murray und dem Schlagzeuger Nigel Olsson zusammen. Bei vielen Liedern sang die Band die Backing Vocals, so beispielsweise auch in dem autobiographischen Someone Saved My Life Tonight (Platz 4 in den USA) aus dem Album Captain Fantastic and the Brown Dirt Cowboy, dem ersten Album, das in den USA direkt auf Platz 1 der Charts kam. Johnstone und Olsson sind noch heute Mitglieder in Johns Band; Murray starb 1992 an einem Schlaganfall.
Mit dem Beatles-Cover Lucy in the Sky with Diamonds, auf dem John Lennon die Reggae-Gitarre spielte, sowie dem Titel Philadelphia Freedom hatte John nach Bennie And The Jets zwei weitere Nummer-eins-Hits in den USA. In der Verfilmung der Rockoper Tommy von den Who spielte er den Pinball Wizard sowie den gleichnamigen Titel der Who, der Platz 7 in England erreichte. Mit dem im Duett mit der Sängerin Kiki Dee gesungenen Don’t Go Breaking My Heart gelang ihm 1976 auch ein Diskotheken-Hit.
In der Folgezeit verblasste Johns Erfolg mit dem Aufkommen des Punk und der Discomusik insbesondere in den USA. Der Versuch, mit dem Disco-Album Victim of Love (1979) auf der Welle mitzuschwimmen, scheiterte. Mit dem Titel Mama Can’t Buy You Love aus dem Mini-Album The Thom Bell Sessions gelang ihm im selben Jahr jedoch wieder ein Top-Ten-Hit in den USA. Ebenfalls 1979 schrieb er außerdem Musikgeschichte, als er als erster westlicher Popmusiker in der Sowjetunion auf Konzerttournee gehen durfte.

### Die 1980er Jahre

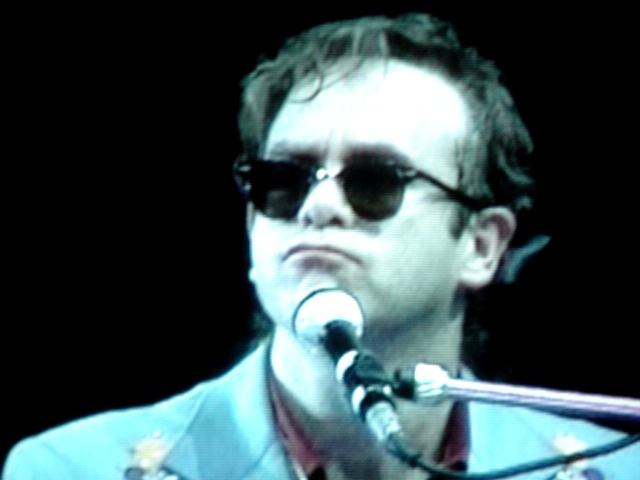
Elton John in den 1980er Jahren

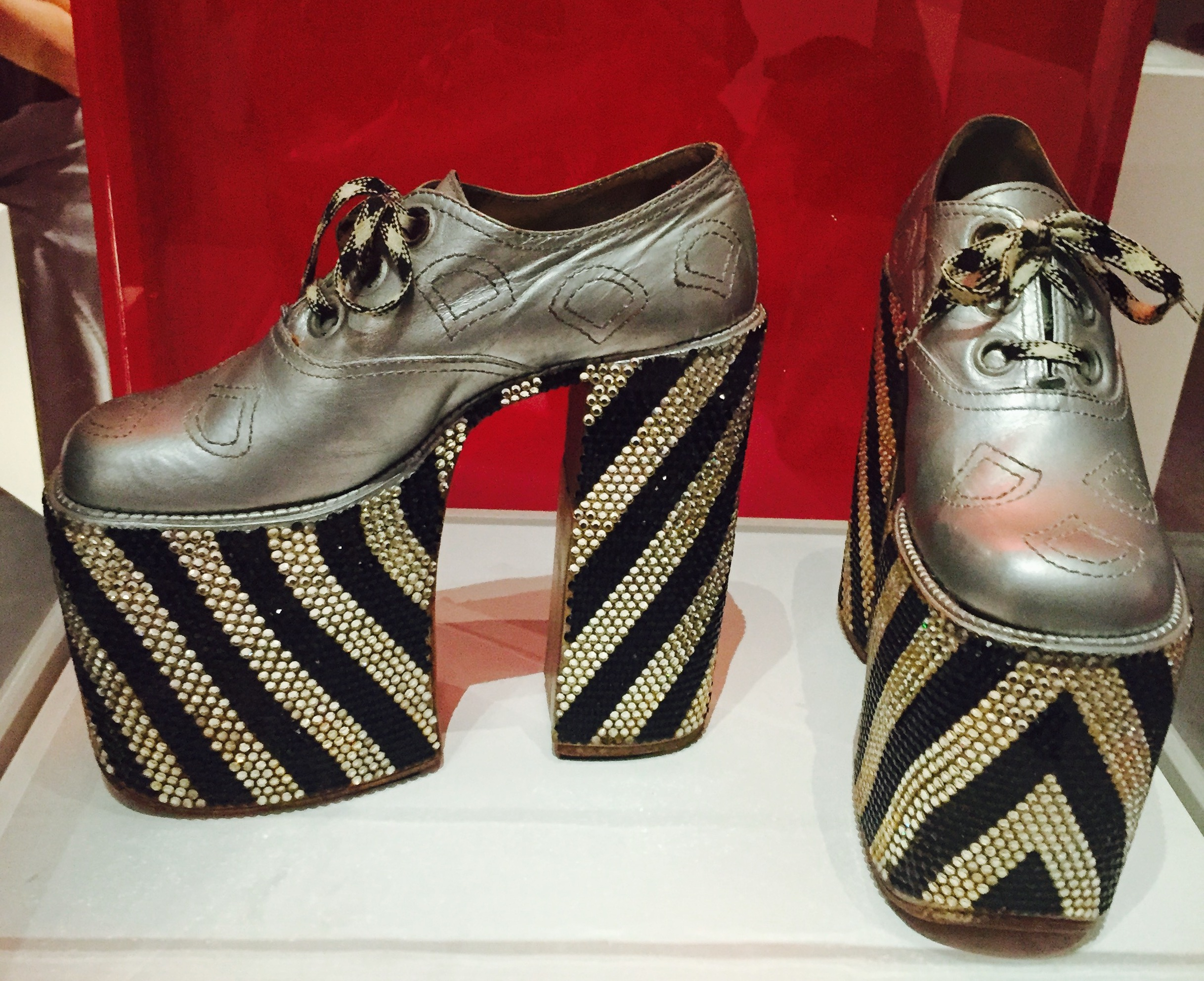
Bühnenschuhe von Elton John

Ab 1980 wandte er sich mit Titeln wie Little Jeannie, Blue Eyes und I Guess That’s Why They Call It The Blues wieder den Balladen zu. Bis Mitte der 1980er Jahre erreichten weitere seiner Singles wie I’m Still Standing, Sad Songs und Nikita hohe Chartpositionen.
Oft beteiligte Elton John sich auch an Wohltätigkeitsprojekten. So nahm er 1985 zusammen mit Dionne Warwick, Gladys Knight und Stevie Wonder als Dionne & Friends die Wohltätigkeitssingle That’s What Friends Are For zugunsten von AIDS-Projekten auf. Im selben Jahr trat er auch beim Live-Aid-Konzert in London auf.
Wegen seines Drogenkonsums musste er sich 1987 einer Kehlkopfoperation unterziehen, durch die er sein Falsett verlor und das Singen neu erlernen musste. 1988 spielte er als Gaststar auf einigen von Eric Clapton initiierten und organisierten wohltätigen Crossroads-Konzertveranstaltungen und hatte mit der Single I Don’t Wanna Go on with You Like That wieder einen Tophit in den USA.

### Die 1990er Jahre
Mit dem Album Sleeping with the Past und der Single Sacrifice/Healing Hands erreichte er 1990 jeweils die Spitze der UK-Charts, dies war sein erster Nummer-eins-Hit ohne Duettbeteiligung in seiner britischen Heimat. Aufgrund seines gesundheitlichen Zustands unterzog sich Elton John ab Ende Juli 1990 einem Drogenentzug, mit dem er seine mehr als 16 Jahre währende Abhängigkeit überwand. Seinen anschließenden Rückzug aus der Öffentlichkeit unterbrach er im März 1991 für einen Gastauftritt bei einem Konzert von George Michael in London. Das dabei im Duett aufgenommene Cover von Don’t Let the Sun Go Down on Me war bei seiner Veröffentlichung im November 1991 als Single noch erfolgreicher als die Originalversion von 1974.
Am 20. April 1992 sang Elton John auf dem Tribute-Konzert für Freddie Mercury das Stück Bohemian Rhapsody zusammen mit Axl Rose. Am 22. Juni 1992 erschien das Album The One, das sein Comeback markierte. Das Album war weltweit sehr erfolgreich und verkaufte sich mehr als 16 Millionen Mal. Auch die anschließende The One Tour war ein großer Erfolg. Bei dieser Tour coverte er den Queen-Song The Show Must Go On als Hommage an seinen verstorbenen Freund Freddie Mercury zum ersten Mal in Oslo. Das Stück blieb während der gesamten Tour ein fester Bestandteil der Setliste. Elton John spielte weltweit 160 Konzerte vor über 3,6 Millionen Menschen. Ebenfalls in diesem Jahr entschloss er sich, die Einnahmen seiner in Amerika verkauften Singles der von ihm gegründeten AIDS Foundation zukommenzulassen.
Für eine 1993 erschienene Platte mit Duetten arbeitete John mit George Michael, Kiki Dee, Leonard Cohen, P. M. Dawn, Marcella Detroit, Little Richard, Don Henley, Chris Rea, Tammy Wynette, Nik Kershaw, Gladys Knight, Paul Young, Bonnie Raitt und der Dragqueen RuPaul zusammen. Letztere sang mit John die Neueinspielung von Don’t Go Breaking My Heart.
1994 komponierte John einen Teil der Musik für den Disneyfilm Der König der Löwen und wurde für Can You Feel the Love Tonight mit dem Oscar für den besten Filmsong ausgezeichnet. 1994 wurde er in die Rock and Roll Hall of Fame aufgenommen. 1994 begann er zusammen mit Billy Joel eine gemeinsame Tour unter dem Titel Face to Face 1994. 1998 und 2001 gab es Fortsetzungen der Tour.
1997 brachte John eine umgetextete Version von Candle in the Wind unter dem Titel Goodbye, England’s Rose heraus, in der er den Tod von Prinzessin Diana betrauerte. Bei der Trauerfeier am 6. September 1997 spielte er es live. Die Single Something About the Way You Look Tonight, auf deren B-Seite Candle in the Wind ’97 zu finden war, wurde mit 45 Millionen verkauften Exemplaren zur bisher erfolgreichsten Single. Sämtliche Tantiemen und Erlöse wurden dem Diana Princess of Wales Memorial Fund gestiftet.

### Die 2000er Jahre
Alessandro Safina sang 2002 begleitet von John Your Song, und im selben Jahr unterstützte dieser die Boygroup Blue, die seinen alten Hit Sorry Seems to Be the Hardest Word coverte. Damit landeten sie gemeinsam auf Platz eins in Großbritannien. Ebenfalls zu hören ist John im Refrain des postum erschienenen 2Pac-Hits Ghetto Gospel auf dem Album Madman Across the Water mit einem Sample seines Stückes Indian Sunset, das in Großbritannien und Australien die Spitze der Charts erreichte. Bei den Grammy Awards 2001 trat Elton John gemeinsam mit Rapper Eminem auf, obwohl sich dieser zuvor schwulenfeindlich geäußert hatte. Beide verbindet seitdem eine Freundschaft. John half dem Rapper bei dessen Drogenentzugstherapie.
Nachdem im April 2002 in Erfurt am Gutenberg-Gymnasium ein 19-Jähriger einen Amoklauf mit 17 Toten begangen hatte, gab Elton John im Juni 2002, sieben Wochen nach dem Amoklauf, ein Benefizkonzert in der Erfurter Messehalle für die Hinterbliebenen und Betroffenen der Bluttat.
Nach dem Album Songs from the West Coast von 2001 erschien 2004 das Album Peachtree Road. Die Kritiker lobten dieses Album und erklärten, dass John endgültig zu seinen Wurzeln und zu hoher kompositorischer Qualität zurückgefunden habe. 2003 erreichte die Single Are You Ready for Love (bereits 1979 während der Thom Bell Session aufgenommen) Platz eins der Hitparade in Großbritannien. Außerdem waren 2003 Elton John (Musik) und Bernie Taupin (Text) für das Lied The Heart of Every Girl, das sie für den Film Mona Lisas Lächeln geschrieben hatten, für den BFCA-Award und den Golden Globe in der Kategorie „Bester Song“ nominiert. Dazu kam noch eine Golden-Satellite-Awards-Nominierung für dasselbe Lied für Elton John.
Im September 2006 erschien das Album The Captain and the Kid, das erneut in Zusammenarbeit mit Bernie Taupin entstand. Seinen 60. Geburtstag feierte Elton John am 25. März 2007 mit einem Konzert im New Yorker Madison Square Garden. Gleichzeitig war dies auch sein 60. Konzert in dieser Arena. Einen Tag später kam die Kompilations-CD Rocket Man – The Definitive Hits in den Handel. Im September 2007 gastierte John bei Prince’ Tournee mit dem Titel 21 Nights in London: The Earth Tour in der The-O2-Arena live auf der Bühne und sang The Long and Winding Road von den Beatles. 2007 war John auch am größten Erfolg der Scissor Sisters beteiligt: Zu deren europaweitem Hit I Don’t Feel Like Dancing steuerte er die Piano-Passagen bei.

### Die 2010er Jahre
Im Winter 2009 und Frühjahr 2010 waren Elton John und Leon Russell im Studio, um mit dem Produzenten T-Bone Burnett ein neues Album einzuspielen. Das Album trägt den Titel The Union und erschien im Oktober 2010. Die erste Single If It Wasn’t for Bad aus dem Album erschien im August 2010 in den USA. Anfang Juli 2011 gründete Elton John ein neues Musikunternehmen, die Rocket Music Entertainment Group. Neben ihm selbst kümmert sich das Unternehmen unter anderem auch um die Vermarktung von James Blunt, Lily Allen und Leon Russell. Das Unternehmen beinhaltet mit Rocket Records und Rocket Music Publishing auch eine eigene Plattenfirma und eine Verlagsgesellschaft.
In einem Interview mit der Zeitschrift Music Week sagte Elton John, dass er ab Januar 2012 mit den Aufnahmearbeiten zu einem weiteren Album mit Taupin und T-Bone Burnett beginnen werde. Das Album solle The Diving Board heißen. Auch erschien ein von John geschriebenes Buch, in dem er über seine Erfahrungen mit AIDS berichtet und auf diese Krankheit aufmerksam machen will.

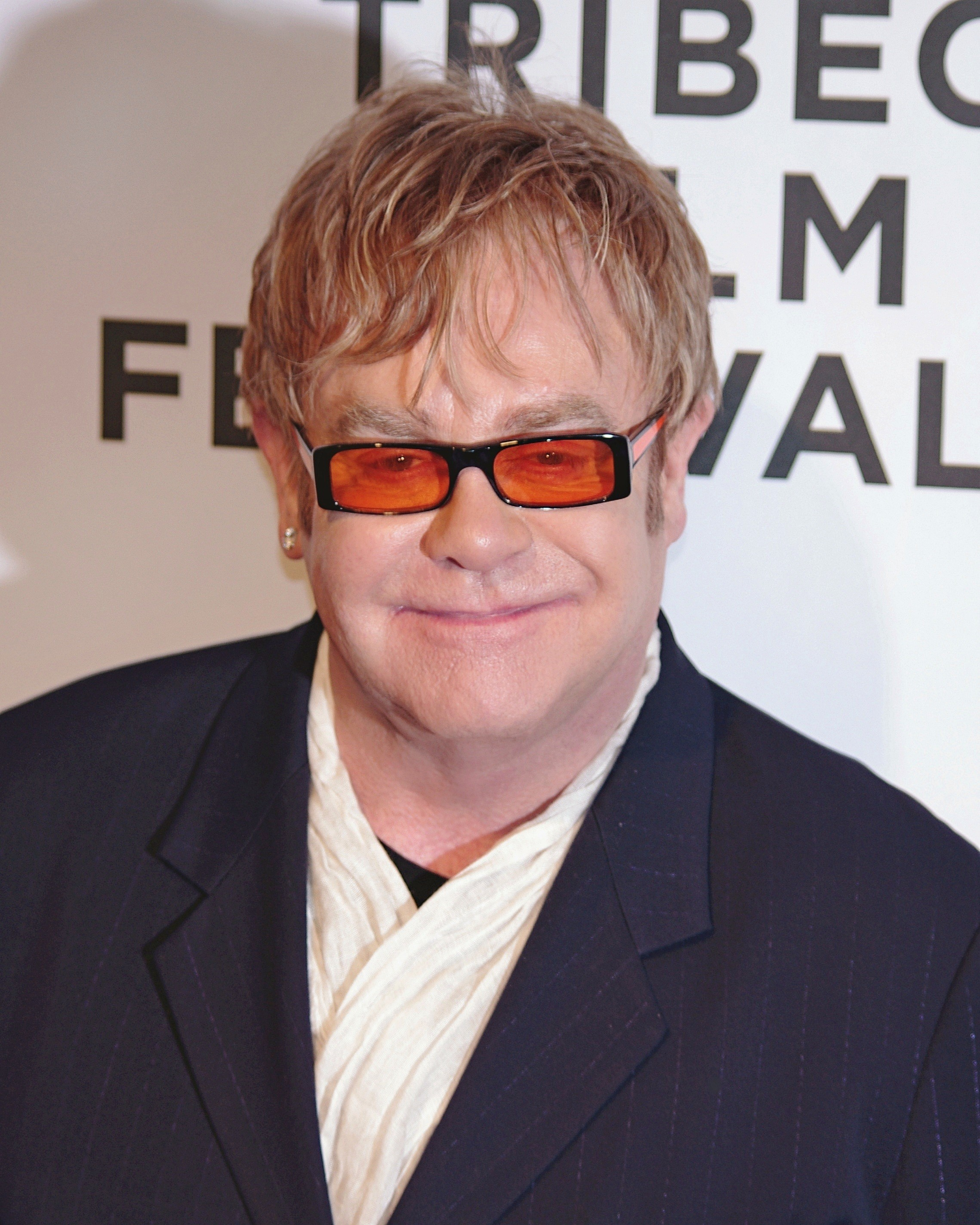
Elton John (2011)

In dem Dokumentarfilm Elton John: A Singular Man von 2015 erklärt Elton John, dass er regelmäßig die Popcharts studiere, um auf dem Laufenden zu bleiben, was jüngere Generationen an Musikern machen und um dadurch musikalisch zu lernen. Zu jüngeren Künstlern pflege John kreative Freundschaften, etwa zu Ed Sheeran, für den Elton John wie ein Mentor sei. Im Februar 2016 erschien das Album Wonderful Crazy Night.
Im September 2017 war Elton John in einer Nebenrolle im britischen Agentenfilm Kingsman: The Golden Circle von Matthew Vaughn zu sehen, in dem er sich selbst spielt und von der Drogenbaronin Poppy Adams, dargestellt von Julianne Moore, als Geisel gehalten wird. Taron Egerton, Darsteller des jugendlichen Helden in eben jenem Kingsman-Film-Franchise, verkörpert wiederum Elton John in Dexter Fletchers Film-Biographie Rocketman aus dem Jahr 2019.
2018 gab Elton John bekannt, dass er sich nach einer letzten drei Jahre andauernden Welttournee von der Bühne verabschieden werde. Die Tour trug den Namen Farewell – Yellow Brick Road, und begann im September 2018. Beim Verkaufsstart am 2. Februar 2018 waren Konzertkarten für die ersten 60 Shows bereits innerhalb weniger Stunden ausverkauft.
Elton John wirkte zudem an der im Sommer 2019 erschienenen CGI-gestützten Realverfilmung von Disneys Der König der Löwen mit.

### Die 2020er Jahre
Im Oktober 2020 veröffentlichte die Band Gorillaz das Musikvideo The Pink Phantom, in dem Elton John neben dem R&B-Sänger 6lack auftritt; in dem Video wird Elton John als Gorillaz-typisch gezeichnete Figur dargestellt. Im selben Jahr sang er mit Ozzy Osbourne die Ballade Ordinary Man.
Im Oktober 2021 folgte sein 32. Studioalbum The Lockdown Sessions, das während der COVID-19-Pandemie entstanden war, wegen der er seine Tournee unterbrechen musste. Es enthält zahlreiche Kollaborationen mit Künstlern wie Dua Lipa, Stevie Wonder oder Charlie Puth.
Im August 2021 erschien die Single Cold Heart (Pnau Remix), eine Kooperation mit Dua Lipa. Der Song ist ein Mashup aus alten Elton-John-Hits. Im August 2022 erschien mit Hold Me Closer ein weiterer Mashup. Diesmal arbeitete Elton John mit Britney Spears zusammen. Der Song vereint seine Hits Tiny Dancer, The One und Don’t Go Breaking My Heart.
Am 8. Juli 2023 beendete Elton John in Stockholm nach weltweit über 300 Auftritten in fünf Jahren seine Abschiedstournee. Die Tour setzte 816 Millionen Euro um, womit sie zur kommerziell erfolgreichsten Konzerttournee der Geschichte wurde, noch vor Ed Sheerans Divide Tour, bis sie im Dezember 2023 von Taylor Swifts Eras Tour abgelöst wurde. Im Rahmen der Abschiedstournee entstand die Dokumentation Elton John: Never Too Late, die 2024 veröffentlicht wurde.
Am 6. Februar 2025 kündigte er das neue Album Who believes in Angels? an, das am 4. April 2025 erscheinen soll. Das Album wurde bereits im Oktober 2023 gemeinsam mit Brandi Carlile und anderen Musikern in den Sunset Sound Studios in Los Angeles aufgenommen. Wie schon bei früheren Werken Elton Johns wirkten der Produzent Andrew Watt und der Liedtexter Bernie Taupin mit.

### Privates

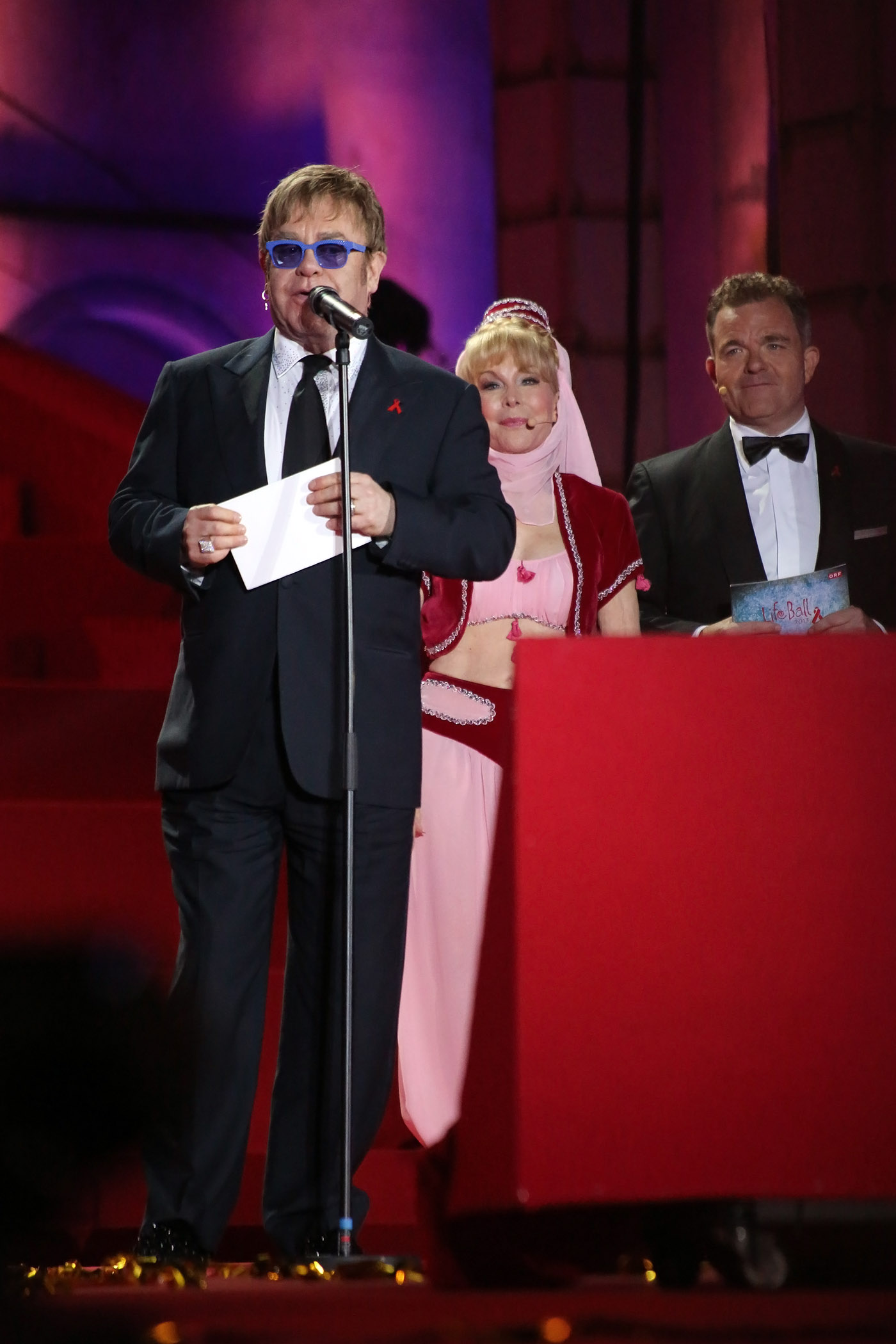
Elton John (2013)

1976 outete er sich in der Musikzeitschrift Rolling Stone als bisexuell; 1984 heiratete er in Australien die deutsche Tontechnikerin Renate Blauel, von der er sich 1988 scheiden ließ. Später bekannte er sich zur Homosexualität. 1993 begann Elton John eine Partnerschaft mit David Furnish. Am 21. Dezember 2005, dem ersten Tag, an dem nach einer Gesetzesänderung in Großbritannien homosexuelle Paare eine eingetragene Lebenspartnerschaft eingehen durften, verpartnerte er sich mit seinem langjährigen Lebenspartner. Die Zeremonie fand in Windsor statt und wurde von derselben Standesbeamtin geleitet, die auch Prinz Charles und Camilla getraut hatte. Am 21. Dezember 2014 heirateten John und Furnish. Sie sind Väter zweier Söhne (* 2010 und 2013), die von derselben amerikanischen Leihmutter stammen. Patentante beider Kinder ist die enge Freundin der Familie Lady Gaga.
Seit 1999 trägt Elton John einen Herzschrittmacher. Er hat väterlicherseits vier jüngere Halbbrüder. Wegen seiner überwundenen Alkoholsucht ist Elton John Mitglied der Anonymen Alkoholiker. Im Dezember 2024 teilte Elton John mit, dass er infolge einer Infektion seine Sehfähigkeit verloren habe.

## Stiftung

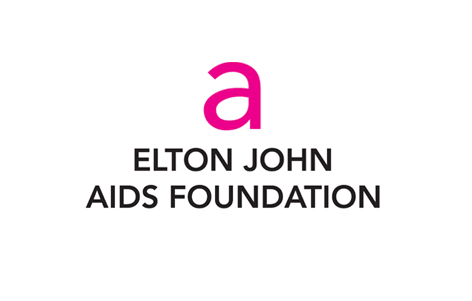
Logo der Elton John AIDS Foundation

Unter dem Eindruck der Tode des an AIDS verstorbenen Jugendlichen Ryan White und von Freddie Mercury gründete Elton John 1992 in den Vereinigten Staaten und 1993 in Großbritannien die Elton John AIDS Foundation. Die Stiftung, die insbesondere Information, Aufklärung und Forschung unterstützt, wurde anfangs von Elton John durch seine Verkaufserlöse, Konzerte und private Auktionen finanziert. Bis heute sammelte die Stiftung rund 275 Millionen Dollar, die Projekten in über 50 Ländern zugutekamen. Elton John veranstaltete große Wohltätigkeitskonzerte, bei denen er die Gage seiner Stiftung zugutekommen ließ.

## Die Elton-John-Band

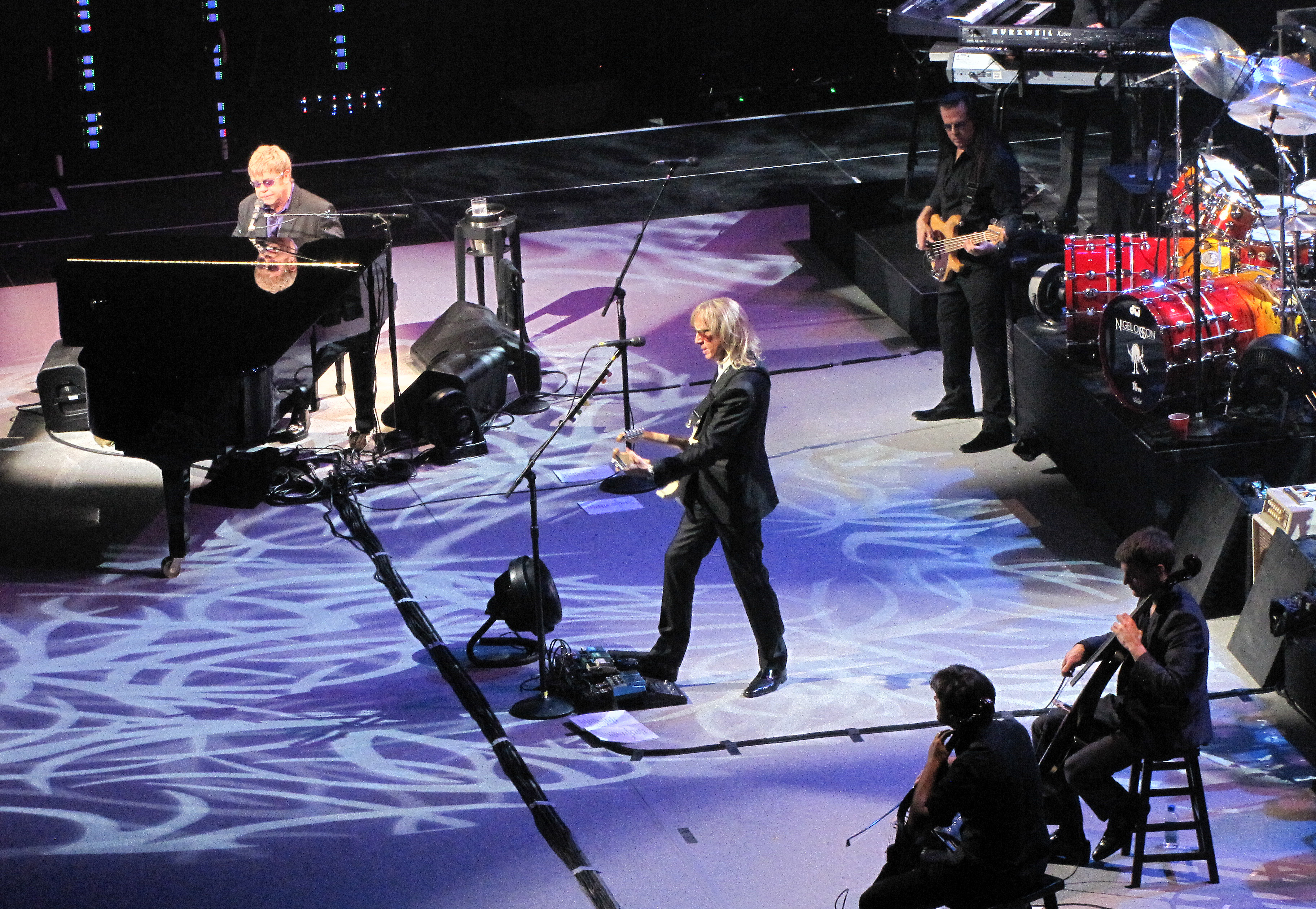
Ein Teil der Elton-John-Band, von links nach rechts: John, Johnstone, Birch, 2012

Seit 1970 ist Elton Johns Band, deren Leadsänger und Pianist er selbst ist, als Elton-John-Band bekannt. Seit damals gab es in der Band eine Reihe von Besetzungsänderungen, aber Nigel Olsson, Davey Johnstone und Ray Cooper sind, wenn auch mit Unterbrechungen, seit 1969 (Olsson) und 1972 (Johnstone und Cooper) dabei. Olsson verließ die Band 1984, kehrte jedoch 2000 zurück. Ray Cooper ist kein ständiges Mitglied der Band, da er auch bei anderen Musikern Engagements als Studio- oder Tourmusiker eingeht.
Bandmitglieder 2023:
- Elton John – Leadsänger, Klavier
- Nigel Olsson – Schlagzeug, Gesang
- Davey Johnstone – Gitarre, Gesang, musikalische Leitung
- John Mahon – Percussion, Gesang
- Kim Bullard – Keyboard
- Matt Bissonette – Bass
- Ray Cooper – Percussion

Frühere Bandmitglieder:
- Guy Babylon – Keyboard
- Bob Birch – Bassgitarre, Gesang
- Jack Bruno – Schlagzeug
- Tom Costello – Schlagzeug
- David Hentschel – Synthesizer
- John Jorgenson – Gitarre, Saxophon, Pedal-Steel-Gitarre, Mandoline, Gesang
- Fred Mandel – Keyboard, Gitarre
- Charlie Morgan – Schlagzeug
- Dee Murray – Bassgitarre, Gesang
- Tony Murray – Bass
- James Newton Howard – Dirigent, Keyboard, Orchestrierung
- Kenny Passarelli – Bass, Begleitstimme
- David Paton – Bassgitarre, Gesang
- Roger Pope – Schlagzeug, Percussion
- Caleb Quaye – Gitarre, Schlagzeug, Percussion
- Tata Vega – Begleitstimme
- Rose Stone – Begleitstimme
- Lisa Stone – Begleitstimme
- Jean Witherspoon – Begleitstimme

Andere und namhafte Gastmusiker:
- Leonard Cohen – Gesang
- P. M. Dawn – Gesang
- Don Henley – Gesang
- Gladys Knight – Gesang
- k.d. lang – Gesang
- George Michael – Gesang
- Bonnie Raitt – Gesang
- Chris Rea – Gesang
- Little Richard – Gesang
- Luther Vandross – Gesang
- Tammy Wynette – Gesang
- Paul Young – Gesang
- David Crosby – Gesang, Begleitstimme
- Kiki Dee – Gesang, Begleitstimme
- Bruce Johnston – Gesang, Begleitstimme
- Labelle – Gesang, Begleitstimme
- Graham Nash – Gesang, Begleitstimme
- Toni Tennille – Gesang, Begleitstimme
- Carl Wilson – Gesang, Begleitstimme
- Dusty Springfield – Begleitstimme
- Eric Clapton – Gitarre
- David Gilmour – Gitarre
- John Lennon (erwähnt als Dr. Winston O’Boogie) – Gitarre
- Pete Townshend – Gitarre
- Lesley Duncan – akustische Gitarre, Gesang, Begleitstimme
- Nik Kershaw – elektrische Gitarre
- Jean-Luc Ponty – E-Violine
- Stevie Wonder – Harmonika
- Leon Russell – Klavier, Gesang
- Paul Carrack – Orgel
- David Paich – Orgel
- Rick Wakeman – Orgel
- David Sanborn – Saxophon
- Freddie Hubbard – Trompete, Flügelhorn
- Tower of Power – Fanfaren
- John Deacon – Bass
- Deon Estus – Bass
- Jeff Porcaro – Schlagzeug
- Ricky Molina – Schlagzeug, Percussion
- Paul Buckmaster – Orchestrierung
- London Philharmonic Orchestra
- London Symphony Orchestra
- Melbourne Symphony Orchestra
- Royal Philharmonic Orchestra
- Gus Dudgeon – Produktion

## Ehrungen

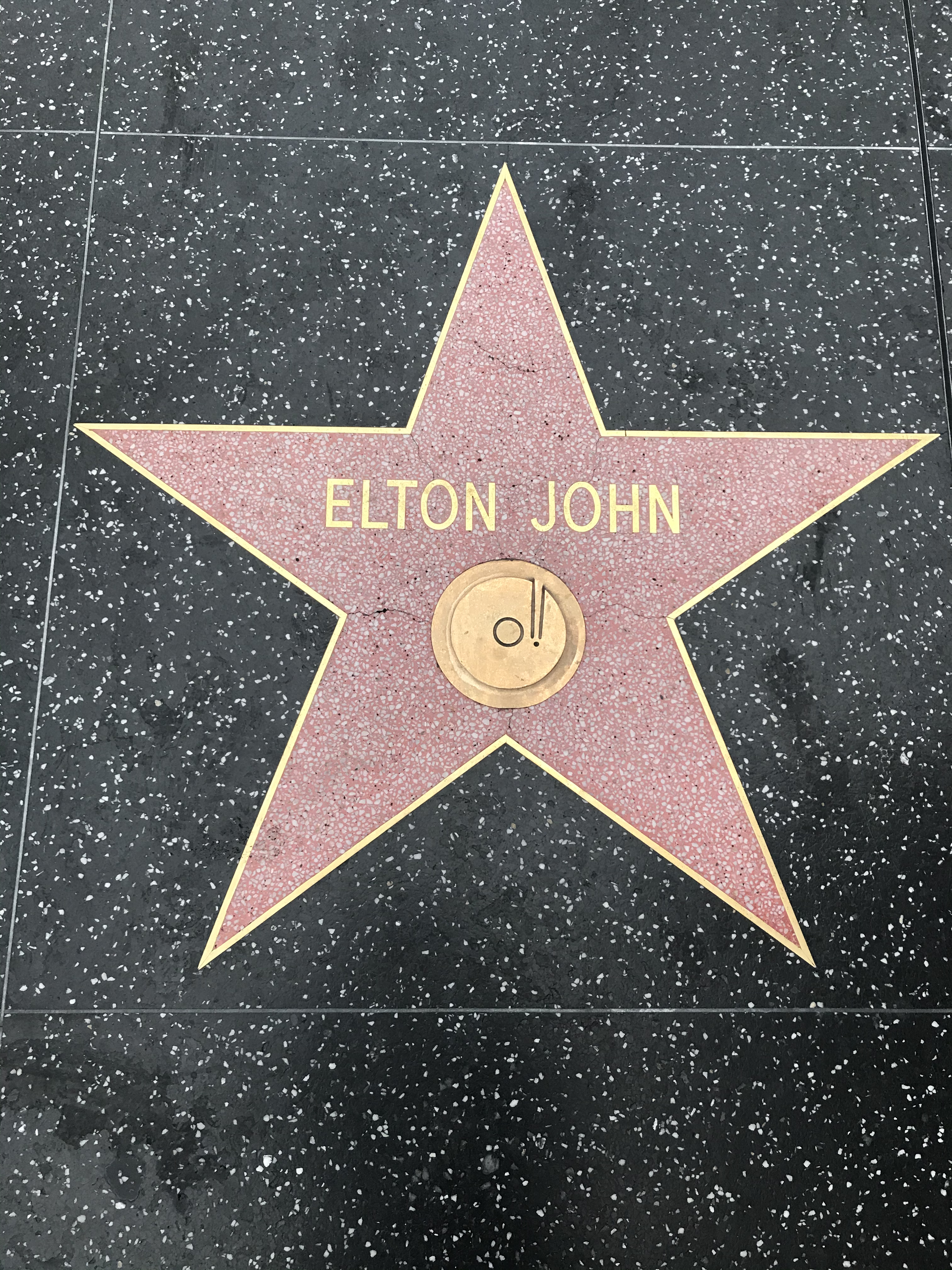
Hollywood-Walk-of-Fame-Stern von Elton John

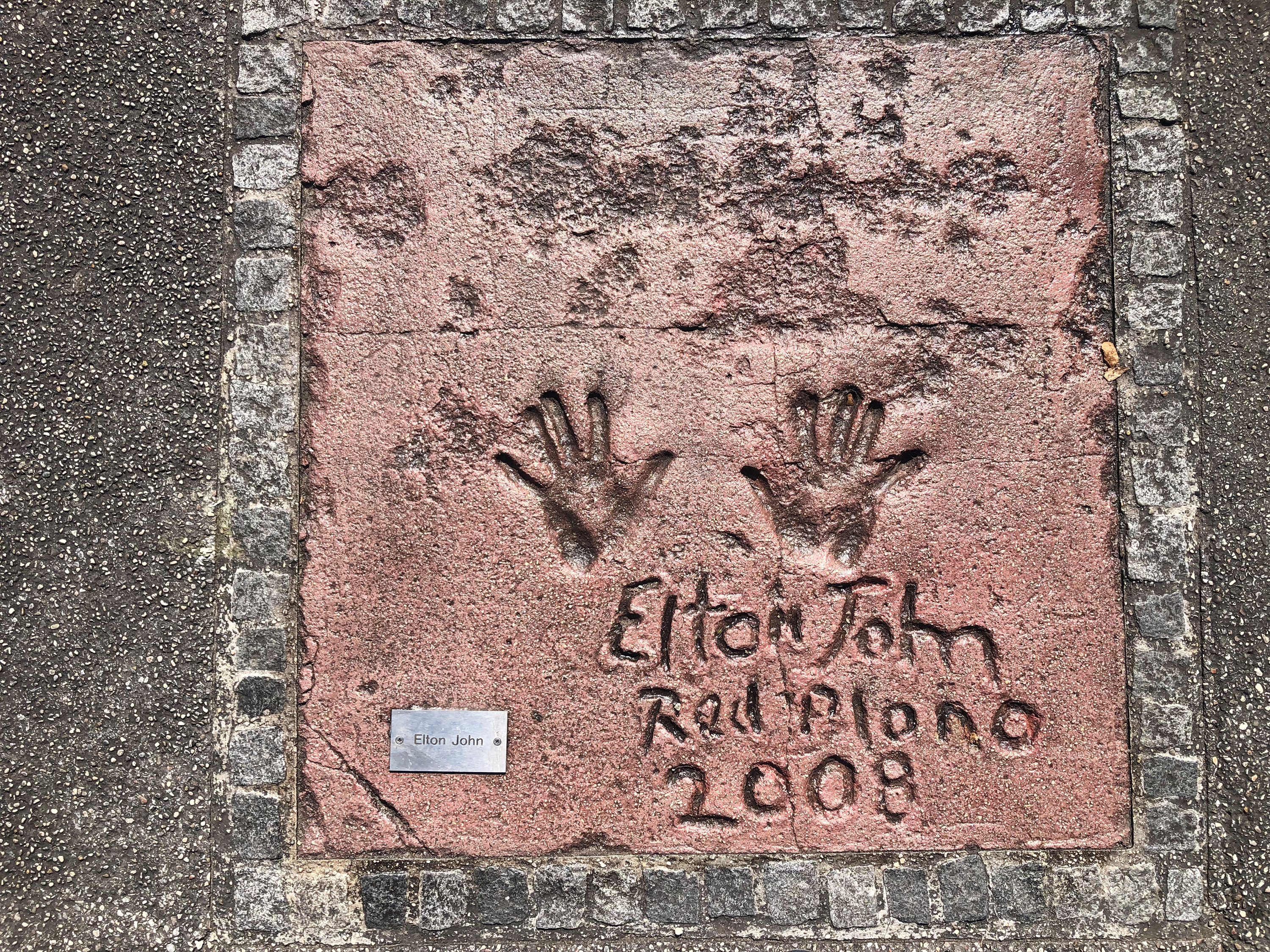
Handabdrücke am Munich Olympic Walk of Stars (MOWOS)

1995 wurde Elton John von Königin Elisabeth II. als Commander (CBE) in den Order of the British Empire aufgenommen. Am 24. Februar 1998 wurde er zudem als Knight Bachelor in den persönlichen britischen Adelsstand erhoben und führt seither das Prädikat „Sir“. Im Jahre 2002 erhielt Sir Elton John die Ehrendoktorwürde der Royal Academy of Music in London, 2006 wurde er zur Disney-Legende (Disney Legend) erklärt. Zudem ist er Ehrenmitglied des englischen Fußballvereins FC Watford. 2013 wurde er mit dem ersten Brits Icon Award ausgezeichnet. 2014 wurde im Watford Stadion eine Tribüne nach ihm benannt. 2019 wurde er durch Präsident Emmanuel Macron zum Ritter der französischen Ehrenlegion ernannt. 2021 erhielt er die National Humanities Medal.

## Filmbiografie
2012 kündigte John für das folgende Jahr den Produktionsbeginn einer Filmbiografie über sein Leben aus der Feder von Billy-Elliot-Drehbuchautor Lee Hall an. Die Regie übernahm Dexter Fletcher, der parallel als Ko-Regisseur an der 2018 erschienenen Filmbiografie Bohemian Rhapsody mitwirkte. Die Hauptrolle des erwachsenen Elton John übernahm Taron Egerton (der hierfür u. a. den Golden Globe als bester Hauptdarsteller erhielt); Jamie Bell spielt Elton Johns lebenslangen Freund und Schreibpartner Bernie Taupin.
Im Sommer 2019 kam der aufwändig produzierte Musikfilm unter dem Titel Rocketman weltweit in die Kinos, nachdem er seine Premiere bereits am 16. Mai des Jahres im Rahmen der Internationalen Filmfestspiele Cannes gefeiert hatte. Furnish und John waren als Berater und Geschäftspartner an der Gestaltung des Films beteiligt. Der Abspann des Films wird durch Fotos aus der privaten Sammlung der Familie und einigen zugehörigen Textzeilen ergänzt. Für den Filmsong (I’m Gonna) Love Me Again gewann Elton John bei der Oscarverleihung 2020 seinen zweiten Oscar (erstmals zusammen mit Taupin) für den besten Song.
2016 spielte Elton John in dem Film Kingsman: The Golden Circle sich selbst.

## Musicals
Elton John komponierte für folgende Musicals die Musik:
- König der Löwen (1997)
- Aida (1998)
- Billy Elliot (2005)
- Lestat (2005)
- Der Teufel trägt Prada (2022)
- Tammy Faye (2022)

## Trivia
- Roy Dwight, Elton Johns Cousin, war Fußballprofi beim FC Fulham und Nottingham Forest. Er spielte für die Londoner Stadtauswahl im Messepokal und war Torschütze für Forest im Cupfinale von 1959, erlitt dann im selben Spiel einen Beinbruch.
- Elton John war selbst als Präsident und Direktor des FC Watford von 1976 bis 1987 und erneut von 1997 bis 2002 in der Fußballszene aktiv. Zeitweise besaß er die Mehrheit der Anteile am Club. Auf dem Album A Single Man singen Watford-Spieler mit.
- Ein 2008 geplantes Konzert in Aalen wurde wegen Befürchtungen des städtischen Grünflächenamtes, der Rasen im Aalener Stadion könne beschädigt werden, abgesagt.[52]
- Elton John war 2012 mit umgerechnet 80 Millionen US-Dollar der Musiker mit dem dritthöchsten Jahreseinkommen.[53]
- Der Rolling Stone listete John auf Rang 49 der 100 größten Musiker sowie auf Rang 38 der 100 größten Sänger und gemeinsam mit Bernie Taupin auf Rang 48 der 100 größten Songwriter aller Zeiten.[54][55][56]
- Im Oktober 2021 erschien sein Name auf einer Liste der sogenannten Pandora Papers, die berühmte Eigentümer von Briefkastenfirmen in Steueroasen verzeichnet.[57]

## Diskografie
Studioalben

| Jahr | Titel Musiklabel                                                        | Höchstplatzierung, Gesamtwochen/‑monate, AuszeichnungChartplatzierungen (Jahr, Titel, Musiklabel, Platzierungen, Wochen/Monate, Auszeichnungen, Anmerkungen) | Höchstplatzierung, Gesamtwochen/‑monate, AuszeichnungChartplatzierungen (Jahr, Titel, Musiklabel, Platzierungen, Wochen/Monate, Auszeichnungen, Anmerkungen) | Höchstplatzierung, Gesamtwochen/‑monate, AuszeichnungChartplatzierungen (Jahr, Titel, Musiklabel, Platzierungen, Wochen/Monate, Auszeichnungen, Anmerkungen) | Höchstplatzierung, Gesamtwochen/‑monate, AuszeichnungChartplatzierungen (Jahr, Titel, Musiklabel, Platzierungen, Wochen/Monate, Auszeichnungen, Anmerkungen) | Höchstplatzierung, Gesamtwochen/‑monate, AuszeichnungChartplatzierungen (Jahr, Titel, Musiklabel, Platzierungen, Wochen/Monate, Auszeichnungen, Anmerkungen) | Anmerkungen |
| Jahr | Titel Musiklabel                                                        | DE | AT | CH | UK | US | Anmerkungen |
| ---- | ----------------------------------------------------------------------- | --- | --- | --- | --- | --- | --- |
| 1969 | Empty Sky DJM Records (Dick James Music)                                | — | — | — | — | US6 (18 Wo.)US | Erstveröffentlichung: 3. Juni 1969 Charteinstieg US: 1975 |
| 1970 | Elton John DJM Records (Dick James Music)                               | — | — | — | UK5 (22 Wo.)UK | US4 Gold · (… Wo.)US | Erstveröffentlichung: 10. April 1970 Platz 468 der Rolling-Stone-500 Verkäufe: + 1.507.500 |
| 1970 | Tumbleweed Connection DJM Records (Dick James Music)                    | — | — | — | UK2 Silber · (20 Wo.)UK | US5 Platin · (37 Wo.)US | Erstveröffentlichung: 30. Oktober 1970 Platz 463 der Rolling-Stone-500 Verkäufe: + 2.000.000 |
| 1971 | Madman Across the Water DJM Records (Dick James Music)                  | DE32 (1 Wo.)DE | — | CH53 (1 Wo.)CH | UK41 Silber · (3 Wo.)UK | US8 ×3Dreifachplatin · (52 Wo.)US | Erstveröffentlichung: 5. November 1971 Charteinstieg DE/CH: 2022 Verkäufe: + 4.000.000 |
| 1972 | Honky Château DJM Records (Dick James Music)                            | DE43 (½ Mt.)DE | — | CH99 (1 Wo.)CH | UK2 Silber · (24 Wo.)UK | US1 Platin · (61 Wo.)US | Erstveröffentlichung: 19. Mai 1972 /Platz 357 der Rolling-Stone-500 Charteinstieg CH: 2023 Verkäufe: + 2.000.000                                                                                                 |
| 1973 | Don’t Shoot Me I’m Only the Piano Player DJM Records (Dick James Music) | DE16 (1½ Mt.)DE | — | — | UK1 Silber · (42 Wo.)UK | US1 ×3Dreifachplatin · (89 Wo.)US | Erstveröffentlichung: 22. Januar 1973 Verkäufe: + 4.000.000 |
| 1973 | Goodbye Yellow Brick Road DJM Records (Dick James Music)                | DE41 (1 Mt.)DE | — | — | UK1 ×2Doppelplatin · (102 Wo.)UK | US1 ×8Achtfachplatin · (111 Wo.)US | Erstveröffentlichung: 5. Oktober 1973 Platz 91 der Rolling-Stone-500 / Grammy Hall of Fame Verkäufe: + 30.000.000                                                                                                |
| 1974 | Caribou DJM Records (Pye)                                               | DE30 (1 Mt.)DE | — | — | UK1 Gold · (18 Wo.)UK | US1 ×2Doppelplatin · (54 Wo.)US | Erstveröffentlichung: 28. Juni 1974 Verkäufe: + 2.100.000 |
| 1975 | Captain Fantastic and the Brown Dirt Cowboy DJM Records (Pye)           | DE22 (3 Wo.)DE | AT7 (2 Mt.)AT | — | UK2 Gold + Silber (Wiederveröffentlichung) · (24 Wo.)UK | US1 ×3Dreifachplatin · (43 Wo.)US | Erstveröffentlichung: 19. Mai 1975, Wiederveröffentlichung: 31. Dezember 1993 das erste Album der US-Chartgeschichte, das in den USA auf Platz 1 einstieg Platz 158 der Rolling-Stone-500; Verkäufe: + 3.160.000 |
| 1975 | Rock of the Westies DJM Records (Pye)                                   | DE33 (1 Wo.)DE | — | — | UK5 Gold · (12 Wo.)UK | US1 Platin · (26 Wo.)US | Erstveröffentlichung: 24. Oktober 1975 Verkäufe: + 1.207.500 |
| 1976 | Blue Moves The Rocket Record Company (EMI)                              | DE39 (1 Mt.)DE | — | — | UK3 Gold · (15 Wo.)UK | US3 Platin · (22 Wo.)US | Erstveröffentlichung: 22. Oktober 1976 Verkäufe: + 1.350.000 |
| 1978 | A Single Man The Rocket Record Company (Phonogram)                      | DE17 (4 Mt.)DE | — | — | UK8 Gold · (26 Wo.)UK | US15 Platin · (18 Wo.)US | Erstveröffentlichung: 10. Oktober 1978 Verkäufe: + 1.370.000 |
| 1979 | Victim of Love The Rocket Record Company (Phonogram)                    | — | — | — | UK41 (3 Wo.)UK | US35 (10 Wo.)US | Erstveröffentlichung: 13. Oktober 1979 Verkäufe: + 50.000 |
| 1980 | 21 at 33 The Rocket Record Company (Phonogram)                          | DE21 (23 Wo.)DE | — | — | UK12 (13 Wo.)UK | US13 Gold · (21 Wo.)US | Erstveröffentlichung: 13. Mai 1980 Verkäufe: + 710.000 |
| 1981 | The Fox The Rocket Record Company (Phonogram)                           | DE34 (13 Wo.)DE | AT11 (1 Mt.)AT | — | UK12 Silber · (12 Wo.)UK | US21 (19 Wo.)US | Erstveröffentlichung: 20. Mai 1981 Verkäufe: + 60.000 |
| 1982 | Jump Up! The Rocket Record Company (Phonogram)                          | DE47 (10 Wo.)DE | — | — | UK13 Silber · (12 Wo.)UK | US17 Gold · (33 Wo.)US | Erstveröffentlichung: 9. April 1982 Verkäufe: + 630.000 |
| 1983 | Too Low for Zero The Rocket Record Company (Phonogram)                  | DE5 Gold · (62 Wo.)DE | — | CH6 Gold · (16 Wo.)CH | UK7 Platin · (73 Wo.)UK | US25 Platin · (54 Wo.)US | Erstveröffentlichung: 23. Mai 1983 Verkäufe: + 2.415.000 |
| 1984 | Breaking Hearts The Rocket Record Company (Phonogram)                   | DE5 (22 Wo.)DE | AT4 (2½ Mt.)AT | CH1 Gold · (18 Wo.)CH | UK2 Gold · (23 Wo.)UK | US20 Platin · (34 Wo.)US | Erstveröffentlichung: 9. Juli 1984 Verkäufe: + 1.145.000 |
| 1985 | Ice on Fire The Rocket Record Company (Phonogram)                       | DE5 Gold · (26 Wo.)DE | AT9 Gold · (7 Mt.)AT | CH2 ×2Doppelplatin · (28 Wo.)CH | UK3 Platin · (23 Wo.)UK | US48 Gold · (28 Wo.)US | Erstveröffentlichung: 7. November 1985 Verkäufe: + 1.470.000 |
| 1986 | Leather Jackets The Rocket Record Company (Phonogram)                   | DE21 (7 Wo.)DE | AT22 (1½ Mt.)AT | CH13 Gold · (6 Wo.)CH | UK24 Gold · (9 Wo.)UK | US91 (9 Wo.)US | Erstveröffentlichung: 15. Oktober 1986 Verkäufe: + 135.000 |
| 1988 | Reg Strikes Back The Rocket Record Company (Phonogram)                  | DE18 (15 Wo.)DE | AT13 (4 Mt.)AT | CH5 (11 Wo.)CH | UK18 Silber · (6 Wo.)UK | US16 Gold · (29 Wo.)US | Erstveröffentlichung: 24. Juni 1988 Verkäufe: + 1.395.000 |
| 1989 | Sleeping with the Past The Rocket Record Company (Phonogram)            | DE9 Gold · (52 Wo.)DE | AT5 (27 Wo.)AT | CH1 ×2Doppelplatin · (24 Wo.)CH | UK1 ×3Dreifachplatin · (42 Wo.)UK | US23 Platin · (53 Wo.)US | Erstveröffentlichung: 29. August 1989 Verkäufe: + 3.545.000 |
| 1992 | The One The Rocket Record Company (Phonogram)                           | DE1 Gold · (33 Wo.)DE | AT1 Platin · (18 Wo.)AT | CH1 ×2Doppelplatin · (23 Wo.)CH | UK2 Gold · (18 Wo.)UK | US8 ×2Doppelplatin · (53 Wo.)US | Erstveröffentlichung: 23. Juni 1992 Verkäufe: + 4.045.000 |
| 1993 | Duets The Rocket Record Company (Phonogram)                             | DE10 (17 Wo.)DE | AT1 Platin · (17 Wo.)AT | CH3 Platin · (26 Wo.)CH | UK5 Platin · (19 Wo.)UK | US25 Platin · (22 Wo.)US | Erstveröffentlichung: 22. November 1993 Verkäufe: + 1.980.000 |
| 1995 | Made in England The Rocket Record Company (William A. Bong)             | DE4 Gold · (26 Wo.)DE | AT1 Platin · (22 Wo.)AT | CH1 Platin · (25 Wo.)CH | UK3 Gold · (14 Wo.)UK | US13 Platin · (46 Wo.)US | Erstveröffentlichung: 17. März 1995 Verkäufe: + 2.307.500 |
| 1997 | The Big Picture The Rocket Record Company (William A. Bong)             | DE8 (17 Wo.)DE | AT1 Gold · (16 Wo.)AT | CH1 Platin · (22 Wo.)CH | UK3 Platin · (25 Wo.)UK | US9 Platin · (23 Wo.)US | Erstveröffentlichung: 22. September 1997 Verkäufe: + 2.195.000 |
| 2001 | Songs from the West Coast Mercury Records (UMG)                         | DE14 (7 Wo.)DE | AT15 (7 Wo.)AT | CH7 Gold · (9 Wo.)CH | UK2 ×2Doppelplatin · (35 Wo.)UK | US15 Gold · (24 Wo.)US | Erstveröffentlichung: 1. Oktober 2001 Verkäufe: + 1.679.000 |
| 2004 | Peachtree Road Mercury Records (UMG)                                    | DE31 (5 Wo.)DE | AT27 (5 Wo.)AT | CH11 Gold · (8 Wo.)CH | UK21 Gold · (10 Wo.)UK | US17 Gold · (10 Wo.)US | Erstveröffentlichung: 7. November 2004 Verkäufe: + 640.000 |
| 2006 | The Captain & the Kid Mercury Records (UMG)                             | DE25 (4 Wo.)DE | AT37 (2 Wo.)AT | CH10 (6 Wo.)CH | UK6 Silber · (4 Wo.)UK | US18 (6 Wo.)US | Erstveröffentlichung: 15. September 2006 Verkäufe: + 211.000 |
| 2013 | The Diving Board Mercury Records (UMG)                                  | DE11 (3 Wo.)DE | AT13 (3 Wo.)AT | CH7 (6 Wo.)CH | UK3 Silber · (11 Wo.)UK | US4 (8 Wo.)US | Erstveröffentlichung: 13. September 2013 Verkäufe: + 444.000 |
| 2016 | Wonderful Crazy Night Mercury Records (UMG)                             | DE10 (3 Wo.)DE | AT8 (3 Wo.)AT | CH7 (7 Wo.)CH | UK6 (5 Wo.)UK | US8 (4 Wo.)US | Erstveröffentlichung: 5. Februar 2016 |
| 2021 | Regimental Sgt. Zippo Rocket Entertainment (UMG)                        | — | — | CH96 (1 Wo.)CH | — | US197 (1 Wo.)US | Erstveröffentlichung: 12. Juni 2021 ursprünglich geplantes Debütalbum, aufgenommen 1967/68, veröffentlicht anlässlich des Record Store Days 2021 auf Vinyl in der Schweiz erst 2022 in den Charts                |
| 2021 | The Lockdown Sessions Rocket Entertainment (UMG)                        | DE5 (12 Wo.)DE | AT6 (8 Wo.)AT | CH4 Gold · (12 Wo.)CH | UK1 Gold · (14 Wo.)UK | US10 (30 Wo.)US | Erstveröffentlichung: 22. Oktober 2021 Verkäufe: + 150.000 |

grau schraffiert: keine Chartdaten aus diesem Jahr verfügbar